# Марезана

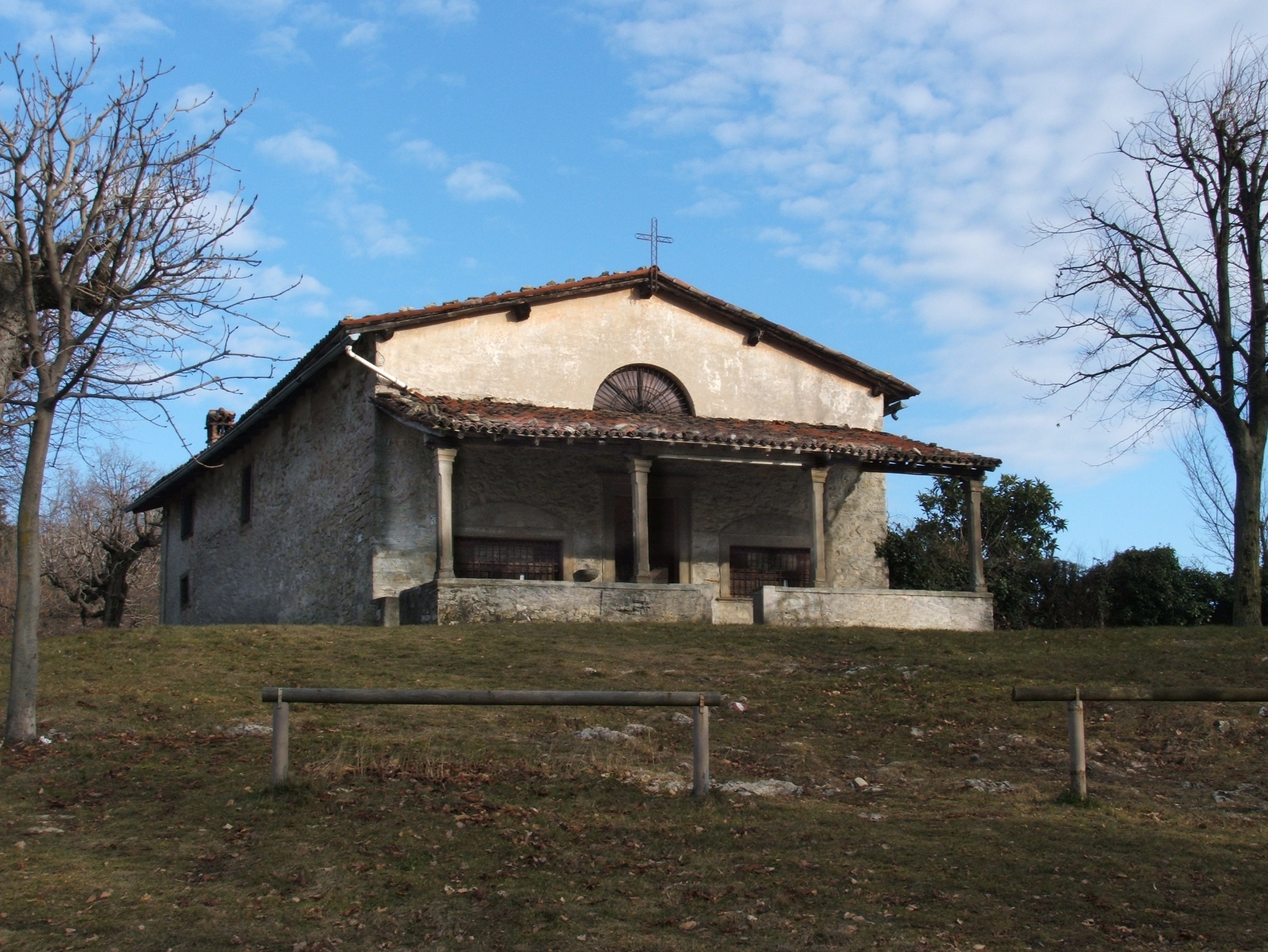
Церковь Святого Марка на холме Марезана

Марезана — холм на севере города Бергамо, в Ломбардии, Италия. Его максимальная высота составляет 546 м над уровнем моря.
На холме располагаются деревни и города провинции Бергамо, такие как Понтераника, Торре-Больдоне и Раника.
Современное название впервые встречается в XIII веке, ранее холм назывался Монте Торсиллио.
В прошлом, холм был усажен каштанами, чьи плоды местные фермеры продавали на рынке в Бергамо. Сегодня леса находятся в хорошем состоянии, потому что сотрудниками «Регионального парка „Холм Бергамо“» (итал. Parco Regionale dei colli di Bergamo) ведётся работа по их охране.
Церковь Святого Марко на Марезане (итал. San Marco alla Maresana) была построена на холме в 1619 году. Начиная с 1950-х годов несколько домов для богатых жителей Бергамо также были построены на Марезане.